# Marijan Pušavec

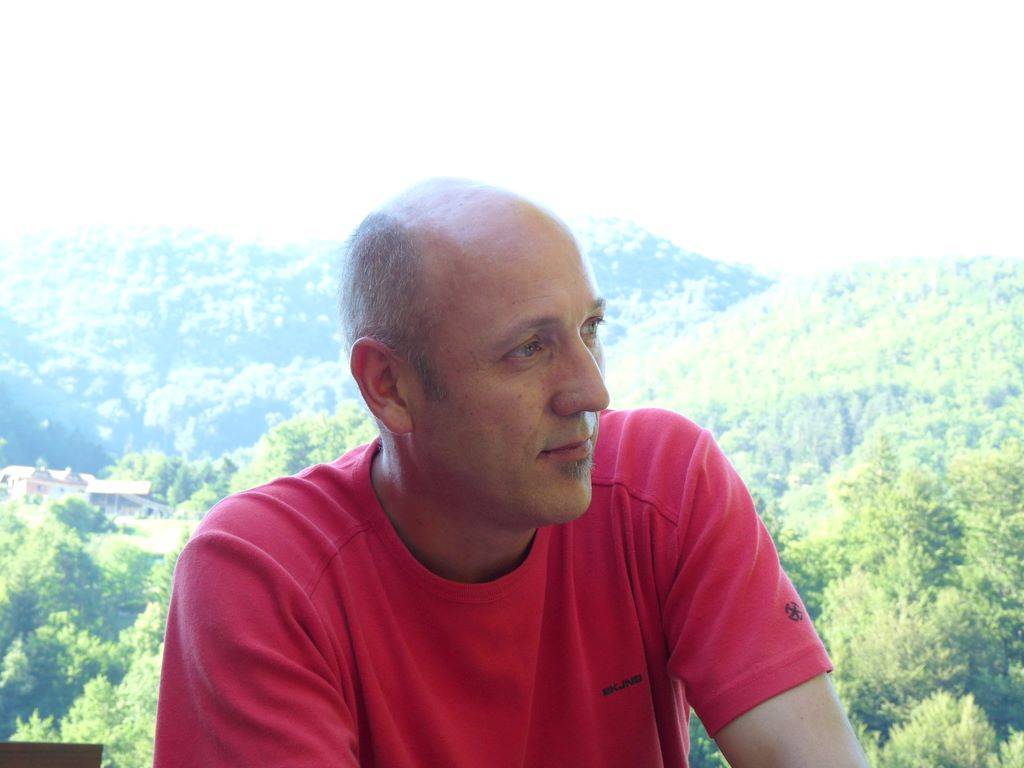
Marijan Pušavec (2010)

Marijan Pušavec (* 19. Januar 1962 in Gornji Koncovčak (Gemeinde Sveti Martin na Muri, SR Kroatien), Jugoslawien) ist ein slowenischer Schriftsteller, Comicszenarist, Publizist, Herausgeber und Lektor.

## Leben
Marijan Pušavec studierte Vergleichende Literaturwissenschaft sowie slowenische Sprache und Literatur an der Philosophischen Fakultät in Ljubljana. In jungen Jahren schrieb er Berichte, Kritiken und Rezensionen für die Literaturbeilage der Tageszeitung Delo, Književni listi, und für Radio Slovenija. Er schrieb Theaterkritiken für die Wochenzeitung Gorenjski glas, arbeitete als Lektor am Slowenischen Volkstheater in Celje und zwei Jahrzehnte als Bibliothekar und Heimatkundler an der Zentralbücherei ebendort. Von 2000 bis 2010 war er zusammen mit dem Lyriker Milan Vincetič Literaturredakteur der Zeitschrift Mentor.
In den frühen 1990er Jahren ist Pušavec mit dem Erzählband Zbiralci nasmehov (1992, „Die Lächel-Sammler“) als Prosaist hervorgetreten. Er ist in der repräsentativen Anthologie slowenischer Kurzprosa Čas kratke zgodbe (1998, deutsche Übersetzung Die Zeit der kurzen Geschichte, 2001) vertreten, einige seiner Erzählungen wurden ins Deutsche, Tschechische, Kroatische, Polnische, Finnische und Englische übersetzt. Seine Erzählung Morje ljubezni („Meer der Liebe“) diente dem slowenischen Regisseur Filip Robar Dorin als Textvorlage für einen Part des Films Striptih (TV SLovenija, 1995). Breitere Bekanntheit erlangte auch seine Erzählung Niklas in Petra Bermudtzky (2003).
Schon in den späten 1980er Jahren beteiligte sich Pušavec als Co-Szenarist an dem Comic-Serial Hardfuckers von Zoran Smiljanić. Zusammen mit Smiljanić schuf er nach der Jahrtausendwende die monumentale, fünfbändige historische Graphic Novel Meksikajnarji (2005–2016, deutsch Die Mexikaner, aus dem Slowenischen von Erwin Köstler ab 2018); teilweise erschienen diese Serials in Fortsetzungen im kritischen Wochenblatt Mladina.
Seit der Jahrtausendwende beschäftigt sich Pušavec intensiv mit der aus Celje stammenden Weltreisenden und Schriftstellerin Alma Karlin, zu der er eine Gelegenheitsausstellung für die deutsche Partnerstadt von Celje Singen zusammenstellte. Beim Verlag der Mohorjeva in Celje regte er eine slowenische Neuübersetzung von Almas bekanntestem Buch Einsame Weltreise (1928, slowenische Übersetzung Samotno potovanje v daljne dežele, 2006) an. 2009 erstellte er in Zusammenarbeit mit der Zentralbücherei in Celje das auf Slowenisch, Englisch und Deutsch zugängliche „virtuelle Haus“ zu Alma Karlin. In der Slowenischen National- und Universitätsbibliothek, die den Großteil des literarischen Nachlasses der Autorin aufbewahrt, entdeckte er die Autobiografie der Autorin (Ein Mensch wird…) und richtete sie für die slowenische Ausgabe ein (Sama, 2010). In Zusammenarbeit mit der Tanztheatergruppe ArtBarkInternational bereitete er das Tanzstück Alma. Sama vor, das 2015 im Cankarjev dom in Ljubljana über die Bühne ging. 2015 erschien die mehrfach nachgedruckte Biografie Alma M. Karlin, svetovljanka iz province (dt. Alma M. Karlin, Weltbürgerin aus der Provinz, 2020; übersetzt von Erwin Köstler) als Graphic Novel, Szenario von Marijan Pušavec, gezeichnet von Jakob Klemenčič. 2016 bereitete Pušavec die romanhafte Autobiografie der Weggefährtin und Freundin der Autorin Thea Schreiber Gammelin Zwei Leben – ein Ziel (Manuskript, slowenische Übersetzung Dvoje življenj – en cilj, 2016) für die slowenische Erstausgabe vor.
2017 schrieb Pušavec nach dem Buch von Draga Potočnjak Skrito povelje (2013, „Der Geheimbefehl“) – über den militärischen Konflikt nach der Unabhängigkeitserklärung Sloweniens im Sommer 1991 – das Szenario für die Graphic Novel Zadnji let Tonija Mrlaka (2017, „Der letzte Flug des Toni Mrlak“), Zeichner ist Zoran Smiljanić. 2018 folgte das Szenario für die biografische Graphic novel Malgaj – mladenič, ki ga je izbrala zgodovina („Malgaj – ein Jüngling, den die Geschichte erwählte“) über den slowenischen Offizier und Dichter Franjo Malgaj, der 1919 mit 24 Jahren in den Kämpfen um die slowenische Nordgrenze fiel; Zeichner ist Gašper Krajnc.

## Publikationen

### Prosa
- Zbiralci nasmehov (= Aleph. 41). Aleph, Ljubljana 1992, OCLC 441899498.
- Niklas in Petra Bermudtzky. Povest o stanju. Center za slovensko književnost, Ljubljana 2003.
  - Auf Deutsch: Die Kette. In: Tomo Virk (Hrsg.): Die Zeit der kurzen Geschichte. Zeitgenössische Erzählungen aus Slowenien. Aus dem Slowenischen übersetzt von Erwin Köstler. Drava, Klagenfurt/Celovec 2001, S. 25–235.
- Der König und der Engel. Deutsch von Peter Scherber. Vienna 2006 – I. (ljudmila.org).

### Szenarien
- Hardfuckers 1–3. Mladina/Buch, Ljubljana 2011, ISBN 978-961-92830-6-6 (Co-Szenarist, zusammen mit Zoran Smiljanić).
- Meksikajnarji 1–5. UMco, Ljubljana 2005–2016 (Zusammen mit Zoran Smiljanić).
  - Auf Deutsch: Die Mexikaner.
    - Band 1:  Miramare. Aus dem Slowenischen von Erwin Köstler. Bahoe Books, Wien 2018, ISBN 978-3-903022-92-8.
    - Band 2: Laibach. Aus dem Slowenischen von Erwin Köstler. Bahoe Books, Wien 2019, ISBN 978-3-903022-96-6.
    - Band 3: Mexiko! Aus dem Slowenischen von Erwin Köstler. Bahoe Books, Wien 2019, ISBN 978-3-903290-18-1
    - Band 4: Sierra Madre. Aus dem Slowenischen von Erwin Köstler. Bahoe Books, Wien 2020. (5-bändige Graphic Novel) ISBN 978-3-903290-29-7
    - Band 5: Querétaro. Aus dem Slowenischen von Erwin Köstler. Bahoe Books, Wien 2021. (5-bändige Graphic Novel) ISBN 978-3-903290-52-5
- Alma M. Karlin, svetovljanka iz province. Forum, Ljubljana 2015 (Zusammen mit Jakob Klemenčič).
  - Auf Deutsch: Alma M. Karlin. Weltbürgerin aus der Provinz. Aus dem Slowenischen von Erwin Köstler. Bahoe Books, Wien 2020. ISBN 978-3-903290-24-2
- Zadnji let Tonija Mrlaka. Buch/Zavod Strip art, Ljubljana 2017, ISBN 978-961-94284-2-9 (Zusammen mit Zoran Smiljanić).
- Malgaj – mladenič, ki ga je izbrala zgodovina. Muzej novejše zgodovine, Celje 2018 (Zusammen mit Gašper Krajnc).